# ハンス・イェションネク

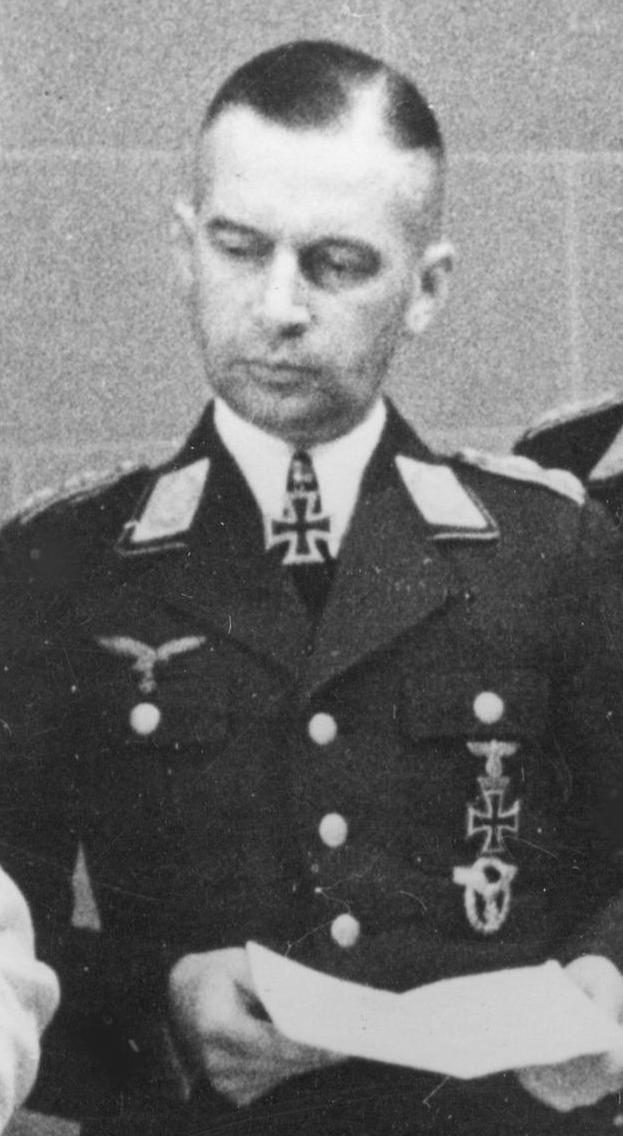
ハンス・イェションネク（1941年6月）

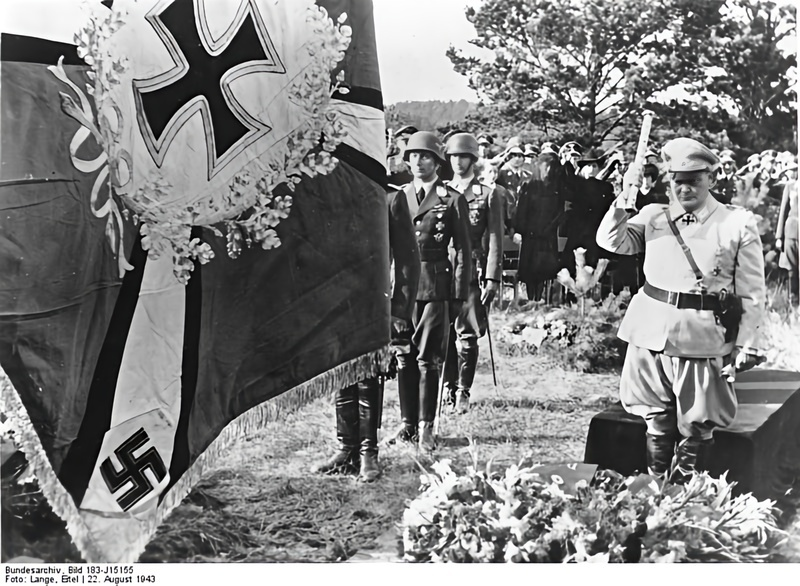
イェションネクの葬儀に際して墓前に敬礼するヘルマン・ゲーリング（1943年8月22日）

ハンス・イェションネク（Hans Jeschonnek, 1899年4月9日–1943年8月18日）は、ドイツ空軍の軍人。最終階級はドイツ国防軍空軍上級大将。第二次世界大戦中に空軍参謀総長を務めたが自殺した。

## 経歴
教師の息子としてホーエンザルツァに生まれる。第一次世界大戦中に15歳でリヒターフェルデ士官学校に入学し、1917年に少尉に任官。航空部隊に転じて義勇軍に投じ、戦後の国境紛争に従軍した。ヴァイマル共和国軍に採用されると騎兵将校となり、参謀将校養成課程を首席で修了した。
国防省に勤務してヴェルサイユ条約で保有が禁止されていた空軍を秘密裏に再建する部署に勤務し、1933年にエアハルト・ミルヒの副官となった。1936年に代将として空軍に異動。1937年に国防省に部長として復帰し、1938年に空軍統帥部長に就任、11月に大佐に昇進した。1939年2月からは空軍参謀長となり、8月に少将に昇進した。
第二次世界大戦が始まると、ポーランド侵攻や西方電撃戦を指導、1940年7月には早くも航空兵大将に昇進した。しかしドイツ空軍はバトル・オブ・ブリテンに敗北、独ソ戦で人員や装備を消耗し、さらには地中海戦線での制空権を獲得できずドイツアフリカ軍団への補給が滞るなど、装備計画の不十分、かつ能力の限界を呈し始めた。ドイツ航空省の部長たちのほとんど全てが開戦前からアドルフ・ヒトラーの抱く誇大妄想的な空軍装備計画を財政的にも生産能力的にも不可能と思っていたが、一人イェションネク部長のみがヒトラーを支持し、空軍総司令官ヘルマン・ゲーリングはイェションネクの意見を採用してヒトラーに現実的な空軍建設案再考を勧めていなかった。1942年、イェションネクは上級大将に昇進した。
1943年8月にハンブルクが大空襲を受け壊滅すると、ゲーリングやイェションネクら空軍首脳部の解任が論じられるようになった。スターリングラード攻防戦から空軍の働きに不満を持っていたヒトラーは、ゲーリングを無視するようになり、アメリカ陸軍航空軍に昼間空襲さえ許すようになった空軍の無力に対する怒りの矛先はイェションネクに向けられるようになった。ゲーリングは保身のためイェションネクをかばおうとしなかった。1943年8月17日夜から18日未明にかけて、ペーネミュンデが激しい空襲を受けると、直後にイェションネクはラステンブルクにある大本営で自殺した。ゲーリングはイェションネクの死がこの空襲と関係ないと思わせるために死亡診断書の日付を19日に改ざんし、死因も胃出血と改ざんさせた。このためイェションネクの死亡日は多くの書物で今日でも8月19日のままになっている。

## 栄典

### 外国勲章
- 1942年9月26日 - 勲一等瑞宝章[1]